# THE レイプマン
『THE レイプマン』 は、みやわき心太郎、愛崎けい子（シナリオ）によるレイプをテーマにした漫画作品。また、それを原作としたオリジナルビデオおよびOVA。

## 概要
リイド社の『リイドコミック』（隔週月曜日発売）に、1980年代中盤から後半にかけて連載。依頼により有料でレイプを請け負う、プロフェッショナル・レイピスト、レイプマンの物語である。
2000年4月号からペントハウス誌上で、続編の「THE レイプマン2」が連載されている。前作と違い1話完結のストーリーではなく、また局部を描き込んだ上でそれをトリミングして、欄外にパズルのように分割して掲載するといった趣向を凝らしていた。単行本化はされていない。
コミックスは全13巻。2010年にはeBookJapan から電子書籍として再版され、2011年9月より漫画 on Webからも電子書籍として配信されている。

## 登場人物
岩崎 圭介（いわさき けいすけ）
演：沖田浩之、速水健二、声：堀内賢雄
本編の主人公、レイプマン。表の職業は、女子高・私立桃園学園の実直そうな青年教師で、それなりに生徒にも人気がある。しかしレイプ稼業のための覆面を着用すると、人格が豹変する。巨人ファン（第6巻『Target5 千恵美』より）。愛車はマツダ・ボンゴ。だが、商用車の印象が強く業者と間違われることも多い。後部座席を外してレイプ用のスペースを確保している。
性技の達人で、レイプに際しては相手に快楽を与えることを重要視している。拘束具として手錠を、口封じのために粘着シート・粘着テープを用いるが、その裏側に手錠の鍵を秘めておく優しさも持ち合わせている。レイプのプロであることに誇りを持っており、商売敵やプロの名を汚す者には容赦しない。本職が教育者であるせいか、しばしばターゲットに説教をすることもある。
ビルを素手でよじ登る驚異的な身体能力、長ドスで襲撃してくるヤクザ集団を素手で撃退する戦闘能力、読唇術などの特殊技能を持つが、どこでそれらを体得したのかは不明。
最終回で大阪へ赴任が決まったが「関西ではこの仕事はしない」と廃業を宣言し終了した。
原岡 仁介（はらおか じんすけ）
演：梅津栄（原岡忠雄として）、声：辻村真人
原岡不動産の経営者。大阪・船場出身で、大阪弁を使う。レイプの依頼を受け、圭介に依頼する係。金に汚く、そのために筋の通らない依頼をまんまと請けるハメになることもあるが、仁義に反する依頼はヤクザからの暴行を受けても断固拒否する胆力も持ち合わせている。好色かつ精力絶倫で、ソープランド通いが大好き。小便する時によく「夜明けのスキャット」を歌っている。
かつては大企業に勤めていたが、女性問題が原因で係長の椅子をフイにしてしまった過去がある。みずきという女性と結婚したが離婚した（第9巻『Target2 みずき』）。阪神ファンらしいそぶりを見せていた。

## オリジナルビデオ
- THE レイプマン　狙われた女達（1987年、監督：実相寺昭雄、北浦嗣巳、服部光則）
- THE レイプマン（1993年9月22日公開、監督：長石多可男、脚本：古庄淳）
- THE レイプマン2（1994年3月11日公開、監督：長石多可男、脚本：古庄淳）
- THE レイプマン3（1994年3月11日公開、監督：長石多可男、脚本：古庄淳）
- THE レイプマン4（1994年9月30日公開、監督：長石多可男、脚本：扇一平）
- THE レイプマン5（1995年3月31日公開、監督：長石多可男、脚本：古庄淳）
- THE レイプマン6（1995年3月31日公開、監督：長石多可男、脚本：古庄淳）
- THE レイプマン7（1995年12月1日公開、監督：長石多可男、脚本：古庄淳）
- 大江戸レイプマン（1996年7月26日公開、監督：上杉尚祺、脚本：鈴木智、さかいみつお）
- 大江戸レイプマン 女淫処刑人（1996年11月1日公開、監督：上杉尚祺、脚本：鈴木智、さかいみつお）

## OVA
1994年10月28日にレンタルが開始され、発売されたのは1995年7月21日。全1巻で2話が収録。レイプマンの腰使いは、バックに∞や△のマークが浮かぶ演出で表現されている。

### 登場人物・声の出演
- 岩崎圭介：堀内賢雄
- 原岡忠雄：辻村真人
- プロローグ
  - 美奈子：五十嵐麗
  - 依頼人：石井隆夫
- TARGET-1
  - 一文字由香：こおろぎさとみ
  - 親分（由香の父）：大友龍三郎
  - 女将（由香の母）：滝沢久美子
  - 政善（ゴリ政）：林一夫
  - 達夫：小野健一
  - 美穂：松原理恵
- TARGET-2
  - 大谷真紀：勝生真沙子
  - 大谷：藤本譲
  - 和雄：鈴木勝美
  - 和雄の恋人：麻見順子
  - 警備主任：立木文彦

### スタッフ
- 監督：キンタ・クンテ
- 脚本：内藤清
- キャラクターデザイン：窪秀己
- 作画監督：窪秀己、利根川渡
- 絵コンテ：沢田和男、キンタ・クンテ
- 演出：沢田和男、小野浩、吉田俊司
- 音響監督：高桑一
- アニメーション制作：TEC

## テクニック
三浅一深
レイプマンのテクニックの基本の技。3回浅く突いて、4回目に深く突く動作を繰り返す。
∞（ヨコハチ）無限大
腰を∞（無限大）の形にグラインドさせる技。使用頻度が高く、ターゲットに無限大の快感を与える。
スクリュードライバー
円を描くように腰を高速回転させる技。
トライアングル
三角形に腰をグラインドさせる技。
ダブルリング
スクリュードライバーの応用技か。2つの円を複合させるような形に腰を動かす技。
M36
マシンガンを連射するごとく「ドドドドド」の効果音とともに、猛烈なピストン運動を繰りだす技。ターゲットにとどめを刺すために使われることが多い。実際には「M36」という名称の銃は機関銃ではなく、短銃身(5センチ)の小型ピストルである。
ト音記号（Gクレフ）
第11巻『Target6 龍子』や第13巻『Target5 緑』などに登場。ト音記号（Gクレフ）を描くように腰を動かす技。
秘技卍ハーケンクロス
第7巻『Target2 ダイアン』と『Target3 由利子』に登場。太平洋のターゲットの両足をクロスさせることで締めつけを向上させる技。

## 備考
- 当時、熱心な読者であったABブラザーズがラジオで取り上げ、みやわきもその番組にゲスト出演することで、ガヤのセリフやストーリーの一部に影響を与えている。
- 伊集院光は、ラジオ番組『伊集院光 深夜の馬鹿力』でコーナー紹介の際に、「レイプマンがレイプで事件を解決させるように」と喩えた（同時に「ドラえもんがひみつ道具を出すように」「忍者ハットリくんが忍法で事件を解決するように」とも喩えている）。レイプマンの件は他の2つの例示とは毛色が違うため、3段オチのオチとして使われているニュアンスが強い。
- OVA版のオープニングテーマ「RAPEMAN」と、後年に衛星アニメ劇場で放映されたアニメ『快傑ゾロ』のオープニングテーマ「ZORRO」は作詞・作編曲・歌が同じであり、「RAPEMAN」に一部を変更した上で「ZORRO」へ継がれている。
- 2000年にはシュベール出版から単行本が復刻されたが、女性団体・人権団体の抗議を受けて即座に刊行は打ち切られ、絶版となった。
- スティーヴ・アルビニは本作のファンであり、バンド「Rapeman」を結成した。アルバムを1枚発表したが、バンド名に批判が集中して活動できなくなり、約1年間という短い活動期間で解散した。
- アメリカの刑事ドラマ『LAW & ORDER:性犯罪特捜班』第3話「美しさの基準」に登場するサブストーリーで、少年の性犯罪容疑者[2]が、本作のファン[3]であり、本作品に影響を受けてレイプ犯罪を犯したとして、この犯罪者の父親が裁判で責任を問われて糾弾される。ただし裁判で提示される証拠品のコミック本は本作品とは異なる別の日本の漫画のもので、名前だけの登場。